# Florine de Leymarie
Florine de Leymarie (* 9. Mai 1981 in Moûtiers) ist eine ehemalige französische Skirennläuferin. In ihrer Spezialdisziplin, dem Slalom, erreichte sie vier Top-10-Platzierungen im Weltcup und zwei Top-15-Ergebnisse bei Weltmeisterschaften und Olympischen Spielen.

## Biografie
Ihren ersten Einsatz in einem FIS-Rennen hatte de Leymarie im Dezember 1996, im Februar 2000 fuhr sie erstmals im Europacup. 2002 und 2004 konnte sie je einen Europacup-Slalom gewinnen. Am 22. Dezember 2002 nahm sie auf der Lenzerheide zum ersten Mal an einem Weltcup-Rennen teil. Ihre ersten Weltcuppunkte gewann sie am 8. März 2003 als 27. des Slaloms in Åre.
Ihr bestes Weltcupergebnis erreichte de Leymarie am 28. November 2004, als sie im Slalom von Aspen überraschend den vierten Platz erzielte. Erst einen Tag zuvor war sie als 19. im ersten Aspen-Slalom erstmals unter die schnellsten 20 gefahren. In der Folge erzielte sie regelmäßig Ergebnisse unter den besten 20, erreichte aber nur in der Saison 2006/07 weitere Top-10-Resultate. Mit fünf weiteren französischen Skirennläufern wurde sie am 16. März 2007 auf der Lenzerheide Dritte im Mannschaftswettbewerb.
Florine de Leymarie nahm zweimal an Slaloms bei Weltmeisterschaften und einmal an Olympischen Winterspielen teil. Bei den Weltmeisterschaften 2005 in Santa Caterina wurde sie 15. und bei den Weltmeisterschaften 2007 in Åre 22. im Slalom und zudem Fünfte im Mannschaftswettbewerb. Den Slalom der Olympischen Winterspiele 2006 in Turin beendete die an elfter Position. Da sich de Leymaries Ergebnisse in der Saison 2008/09 verschlechterten und sie sich nur noch selten für einen zweiten Durchgang qualifizieren konnten, wurde sie nicht für die Weltmeisterschaften 2009 nominiert und verlor nach der Saison auch die Kaderzugehörigkeit im Französischen Verband. Nachdem sie im nächsten Winter nur noch an einigen Europacup- und FIS-Rennen teilgenommen hatte, beendete de Leymarie 2010 ihre Karriere.

## Erfolge

### Olympische Spiele
- Turin 2006: 11. Slalom

### Weltmeisterschaften
- Santa Caterina 2005: 15. Slalom
- Åre 2007: 5. Team, 22. Slalom

### Junioren-Weltmeisterschaften
- Verbier 2001: 12. Slalom

### Weltcup
- 5 Platzierungen unter den besten zehn in Einzelrennen
- 1 Podestplatz bei Mannschaftswettbewerben

### Europacup
- Saison 2002/03: 9. Slalomwertung
- Saison 2004/05: 6. Slalomwertung
- 4 Podestplätze, davon 2 Siege:

| Datum             | Ort             | Land       | Disziplin |
| ----------------- | --------------- | ---------- | --------- |
| 17. Dezember 2002 | Špindlerův Mlýn | Tschechien | Slalom    |
| 2. Dezember 2004  | Åre             | Schweden   | Slalom    |

### Weitere Erfolge
- 1 Slalomsieg im Australia New Zealand Cup
- 6 Siege in FIS-Rennen (5× Slalom, 1× Riesenslalom)